# Hypolobocera gorgonensis
Hypolobocera gorgonensis is een krabbensoort uit de familie van de Pseudothelphusidae. De wetenschappelijke naam van de soort is voor het eerst geldig gepubliceerd in 1983 door von Prahl.